# Mouvement des progressistes
Mouvement des progressistes (kurz MdP) ist seit 2009 eine politische Bewegung und Partei in Frankreich. Sie wird von Robert Hue geleitet, der vor der Parteigründung der MdP der Parti communiste français angehörte.

## Ausrichtung
Die Partei vertritt linke und soziale Positionen. Dazu gehören Züge aus der Sozialdemokratie und aus dem Demokratischen Sozialismus. Außerdem ist der Progressivismus in der Partei verankert. Auch ökologische und humanistische Ziele werden von der MdP verfolgt.

## Organisation
Auf dem Parteitag am 1. Juli 2017 wurde die Partei massiv umstrukturiert. Das Amt des Vorsitzenden, das Robert Hue seit der Gründung der Partei innehatte, wurde abgeschafft und durch ein 35-köpfiges Nationalkomitee ersetzt, das die Partei von diesem Punkt an leiten sollte. Mitglieder dieses Komitees sind Robert Hue als Gründungsvorsitzender, sowie ein Nationalsekretär, ein Schatzmeister, drei Pressesprecher und 29 weitere Mitglieder.
Die genaue Mitgliederzahl des Nationalkomitees ist nicht festgelegt, bereits am 12. Juli 2017 verließen zwei Mitglieder, darunter ein Sprecher es wieder.

## Logos

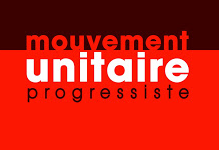
2009 – 2010
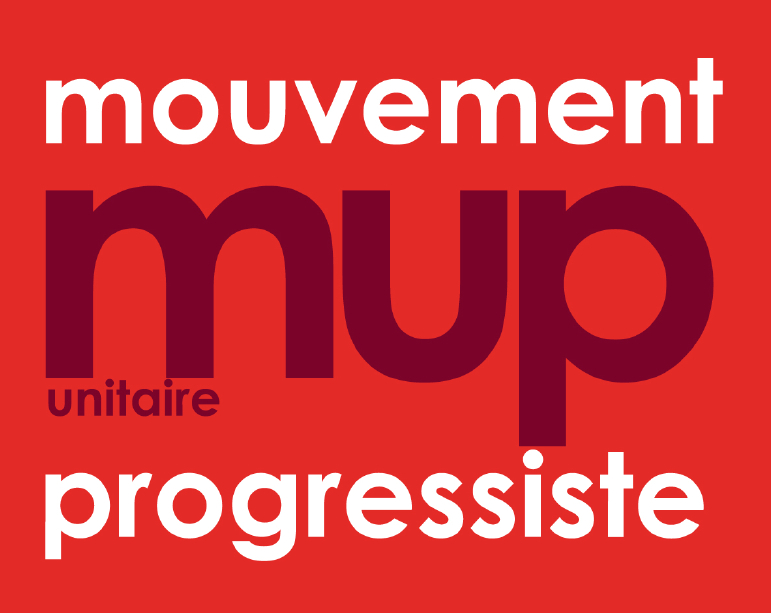
2012 – 2014
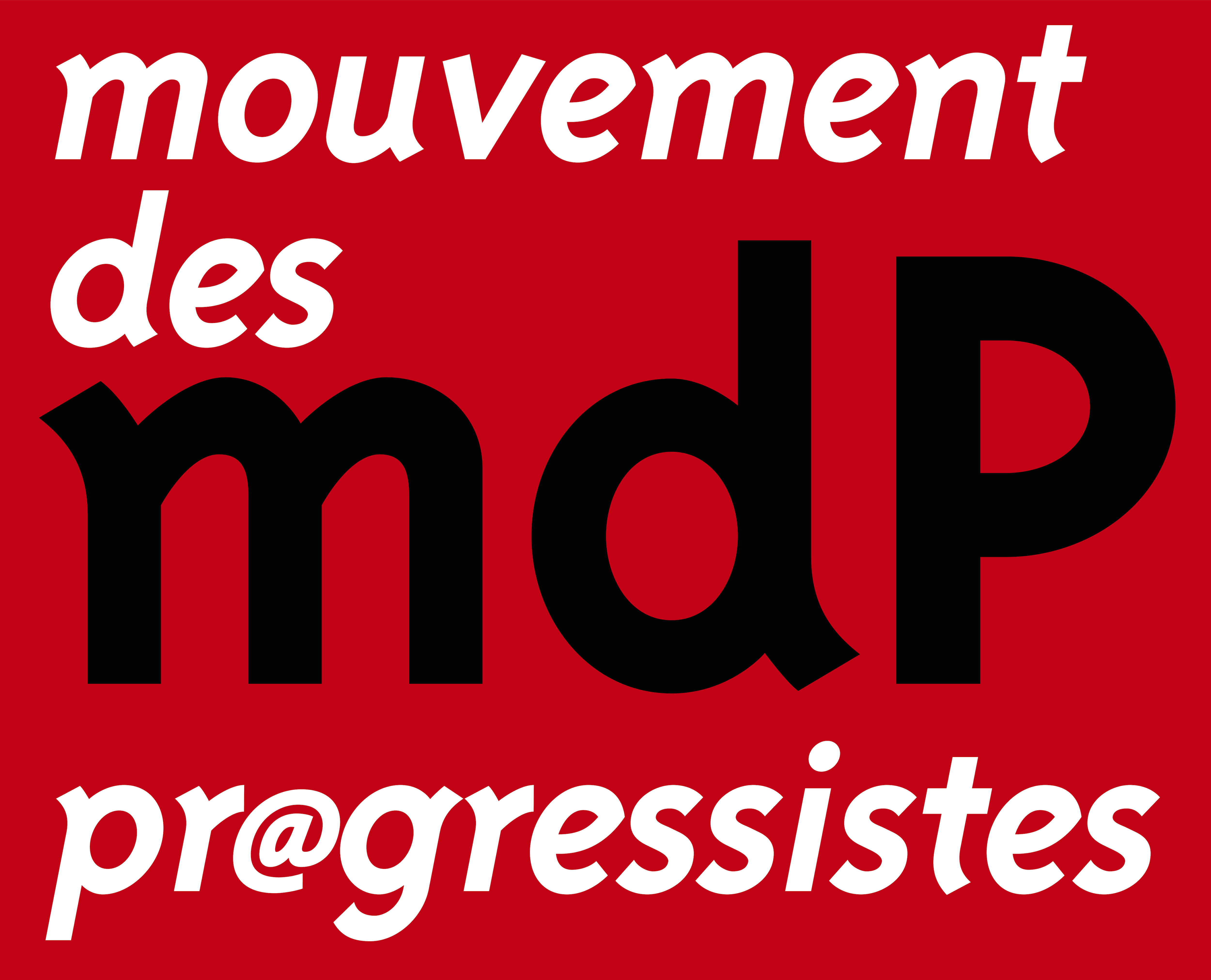
2014 – 2016
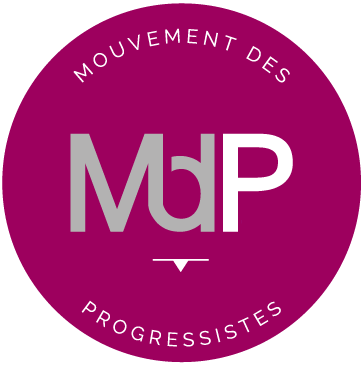
2016 – heute